# Grâce (sikhisme)
La Grâce du point de vue du sikhisme, appelée aussi nadar s'obtient au quotidien à travers trois pratiques spirituelles: Naam Japna, la méditation sur le nom de Dieu, Sat Sangat: la compagnie de gens religieux et Sewa: le service désintéressé envers autrui.
Dieu pour les sikhs donne des signes. La grâce divine s'obtient en suivant les voies de l'honnêteté et de la sincérité. Les sikhs reprennent les concepts de karma et de samsara de l'hindouisme. Cependant pour Guru Nanak et ses successeurs, la grâce prend l'aspect de plusieurs mots tels: karam de l'arabe, mihar du persan, et kirpa et prasad du punjabi et du sanskrit, ou nadar.
« Le corps prend naissance à cause du karma; mais la libération est atteinte par la grâce divine » dit le Guru Granth  Sahib, le livre saint du sikhisme dans sa deuxième page.
La grâce est à mettre en opposition dans la balance divine face au karma. Le karma détermine nos vies, la grâce divine ouvre la porte de la libération. Suivre des principes de vies communautaires où les lois divines règnent à travers les bonnes actions, être humble sont les actes qui apportent la grâce. Cultiver les vertus fait partie du chemin de vie du croyant.